# Mojský grúň
Mojský grúň (1525 m n. m.) je hora v Malé Fatře na Slovensku. Nachází se v jihovýchodní rozsoše Malého Kriváně, od kterého je oddělena širokým mělkým sedlem. Jihozápadní svahy hory spadají do údolí Tiesňavy, východní do údolí Studenec a jihovýchodní do údolí Tiesňavského potoka a do údolí Váhu.

## Přístup
Na vrchol hory nevedou žádné turistické značky, tudíž je dle návštěvního řádu NP Malá Fatra nepřístupný. Hora je dobře vidět z vrcholu Malého Kriváně.

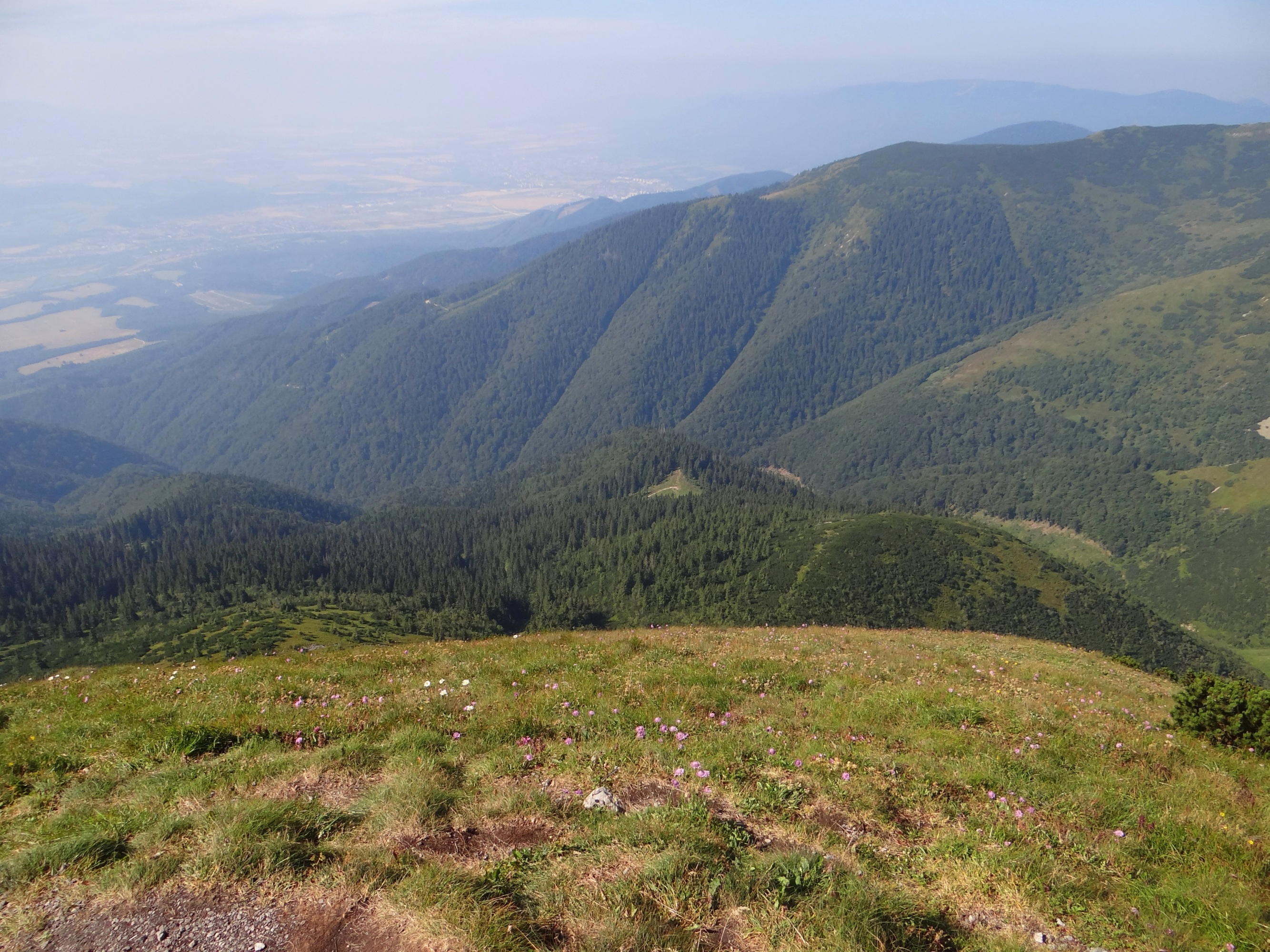
Mojský grúň vpravo vzadu